# Hollingsworth-Gletscher
Der Hollingsworth-Gletscher ist ein breiter Gletscher mit geringem Gefälle im ostantarktischen Viktorialand. Er fließt aus dem Gebiet östlich der Ricker Hills in nordöstlicher Richtung zum David-Gletscher, den er unmittelbar östlich der Trio-Nunatakker erreicht.
Der United States Geological Survey kartierte ihn anhand eigener Vermessungen und mithilfe von Luftaufnahmen der United States Navy zwischen 1956 und 1962. Das Advisory Committee on Antarctic Names benannte ihn 1968 nach dem US-amerikanischen Meteorologen Jerry L. Hollingswort, der im Winter 1966 auf der Amundsen-Scott-Südpolstation tätig war.